# Amblyseius ficus
Amblyseius ficus är en spindeldjursart som beskrevs av El-Halawany och Abdeul-Samad 1990. Amblyseius ficus ingår i släktet Amblyseius och familjen Phytoseiidae. Inga underarter finns listade i Catalogue of Life.